# خربة اللوز
خربة اللوز قرية من قرى القدس في فلسطين.

## خربة اللوز قبل سنة 1948
كانت القرية قائمة إلى الجنوب من ذروة جبل يشرف على منطقة واسعة في الجنوب والشرق والغرب. وكان وادي الصرار يمتد غربا، عبر الأراضي الجنوبية للقرية، في اتجاه البحر الأبيض المتوسط. وكانت طريق فرعية تربط خربة اللوز بقرية عين كارم (ومن ثم بالقدس) شرقا. في أواخر القرن التاسع عشر كانت خربة اللوز قرية تقع على السفح الأعلى لأحد الجبال وترتفع 245 مترا فوق واد يقع إلى الجنوب منها. وكان المنحدر الممتد من أسافل القرية فما دون مدرجا بالمصاطب المخصصة للزراعة.
وكان مختار هذه القرية علي عنكير وكانت أكبر حمولة في خربة اللوز (عنكير)
كان شكل القرية العام شكل هلال منتشر من الشرق إلى الغرب. وكانت منازلها حجرية في معظمها. وفي الأربعينات، بنيت منازل جديدة غربي القرية. ولهم فيها أيضا مقام لشخصية دينية محلية هي الشيخ سلامة. وكانت أراضيهم مزروعة بالكرمة وأشجار الزيتون واللوز، وبالخضروات والحبوب. وكان بعض هذه المحاصيل بعليا، وبعضها الآخر يروى من ينابيع القرية. وكانت النباتات البرية تنمو على المنحدرات وتستعمل مرعى للمواشي. في 1944\1945، كان ما مجموعه 693 دونما مخصصا للحبوب و728 دونما مرويا أو مستخدما للبساتين، منها 186 دونما حصة الزيتون وكانت القرية موقعا أثريا يضم قبورا وأطلال أبنية وحجر رحى، ودلائل مادية أخرى تشير إلى أنها كانت آهلة في الماضي.

## احتلالها وتهجير سكانها
في تموز/ يوليو 1948 وفي سياق عملية داني (أنظر أبو الفضل، قضاء الرملة), أوكل إلى لواء هرئيل في الجيش الإسرائيلي مهمة احتلال بعض القرى التي من شأنها توسيع الممر المؤدي إلى القدس والواقع تحت سيطرة الصهيونيين. فاحتلت خربة اللوز في 13-14 تموز/ يوليو، فضلا عن مجموعة من القرى المجاورة. ويذكر المؤرخ الإسرائيلي بني موريس أن اللواء استمر في بسط سيطرته على المنطقة وتسيير دوريات فيها، حتى توقيع اتفاقية الهدنة مع الأردن في نيسان\ أبريل 1949, في أقل تقدير. وقد أجبر اللاجئون الكثيرون الذين مكثوا في المنطقة أو حاولوا العودة إليها في الفترة الانتقالية على الرحيل ويروي موريس أن إحدى فصائل لواء هرئيل اعترضت قرب القرية طريق عشرات من اللاجئين الذين كانوا يتجهون غربا وذلك في تشرين/ نوفمبر 1948. أما وثائق الجيش الإسرائيلي فقد ذكرت الحادث على النحو التالي "أمرتهم الفصيلة بالخروج من المنطقة الواقعة ضمن السيطرة الإسرائيلية"، وصادرت مواشيهم.

## الأثار
تحتوى القرية على آثار منها قبور، وانقاض جدران تقع بين أعشاب برية وأشواك فضلا عن شجر اللوز والتين الخروب وقامت المنظمات الصهيونية المسلحة بهدم القرية وتشريد أهلها البالغ عددهم عام 48 حوالي (522) نسمة، وكان ذلك في 1948.7.13، وبلغ مجموع اللاجئين من هذه القرية في عام 1998 حوالي (3206) نسمة. وقد غرست حول موقع القرية غابة كثيفة من أشجار السرو والتنوب، وفيها بئر محاطة بأشجار اللوز والتين، وقد أقام الإسرائيليون غابة خاصة تخليداً لذكرى الجنرال موشيه ديان.

## نبذة جغرافية وتاريخية عن قرية خربة اللوز
تقع إلى الغرب من مدينة القدس، وتبعد عنها 11 كم، وترتفع عن سطح البحر 750م، وبلغت مساحة أراضيها حوالي 4502 دونمات، وتحيط بها أراضي قرى دير عمرو، الجورة، الولجة، وعقور، وتعتبر قرية خربة اللوز إحدى قرى ناحية قبيلة بني حسن غربي النهر الذين جاؤا مع صلاح الدين من شرق الاردن .